# Pristimera
Genre
Pristimera est un genre de plantes de la famille des Celastraceae.

## Liste d'espèces
Selon Catalogue of Life (7 février 2018) :
- Pristimera andongensis (Welw. ex Oliv.) N. Hallé
- Pristimera arnottiana (Wight) R.H.Archer
- Pristimera atractaspis (N.Hallé) R.H.Archer
- Pristimera austin-smithii (Lundell) A. C. Sm.
- Pristimera biholongii N. Hallé
- Pristimera bojeri (Tul.) N. Hallé
- Pristimera breteleri N. Hallé
- Pristimera brianii (N.Hallé) R.H.Archer
- Pristimera caudata A.M.W. Mennega
- Pristimera celastroides (Kunth) A. C. Sm.
- Pristimera dariense A.M.W. Mennega
- Pristimera delagoensis (Loes.) R.H.Archer
- Pristimera dewildemaniana (N.Hallé) R.H.Archer
- Pristimera fimbriata (Exell) R.H.Archer
- Pristimera glaga (Korth.) N. Hallé
- Pristimera goetzei (Loes.) R.H.Archer
- Pristimera klaineana (N.Hallé) R.H.Archer
- Pristimera longipetiolata (Oliv.) N. Hallé
- Pristimera luteoviridis (Exell) N. Hallé
- Pristimera malifolia (J.G. Baker) N. Hallé
- Pristimera mouilensis (N. Hallé) N. Hallé
- Pristimera nervosa (Miers) A. C. Sm.
- Pristimera paniculata (Vahl) N. Hallé
- Pristimera peglerae (Loes.) R.H.Archer
- Pristimera plumbea (Blakel. & Wilczek) N. Hallé
- Pristimera poggei (Loesen) comb. ined.
- Pristimera scheffleri (Loes.) R.H.Archer
- Pristimera sclerophylla Lombardi
- Pristimera staudtii (Loes.) R.H.Archer
- Pristimera tenuiflora (C. Martius ex Peyritsch) A. C. Sm.
- Pristimera tetramera (H. Perrier) N. Hallé
- Pristimera tisserantii (N.Hallé) R.H.Archer
- Pristimera tulasnei (Drake del Castillo) N. Hallé
- Pristimera unguiculata (Loes.) R.H.Archer
- Pristimera verrucosa (Kunth) Miers

Selon ITIS (7 février 2018) :
- Pristimera celastroides (Kunth) A.C. Sm.

Selon NCBI (7 février 2018) :
- Pristimera andina
- Pristimera andongensis
- Pristimera celastroides
- Pristimera delagoensis
- Pristimera goetzei
- Pristimera indica
- Pristimera longipetiolata
- Pristimera malifolia
- Pristimera nervosa
- Pristimera tenuiflora
- Pristimera verrucosa

Selon The Plant List (7 février 2018) :
- Pristimera andina Miers
- Pristimera andongensis (Welw. ex Oliv.) N.Hallé
- Pristimera arborea (Roxb.) A.C. Sm.
- Pristimera austin-smithii (Lundell) A.C. Sm.
- Pristimera bojeri (Tul.) N. Hallé
- Pristimera cambodiana (Pierre) A.C. Sm.
- Pristimera caribaea (Urb.) A.C. Sm.
- Pristimera caudata Mennega
- Pristimera celastroides (Kunth) A.C.Sm.
- Pristimera coriacea (Wright ex Griseb.) Miers
- Pristimera dariense Mennega
- Pristimera graciliflora (Welw. ex Oliv.) N.Hallé
- Pristimera grahamii (Wight) A.C. Sm.
- Pristimera holdeniana (A.C. Sm.) A.C. Sm.
- Pristimera longipetiolata (Oliv.) N. Hallé
- Pristimera luteoviridis (Exell) N.Hallé
- Pristimera malifolia (Baker) N. Hallé
- Pristimera nervosa (Miers) A.C.Sm.
- Pristimera paniculata (Vahl) N.Hallé
- Pristimera plumbea (Blakelock & R.Wilczek) N.Hallé
- Pristimera preussii (Loes.) N.Hallé
- Pristimera setulosa A.C. Sm.
- Pristimera tenuiflora (Mart. ex Peyr.) A.C.Sm.
- Pristimera tetramera (H. Perrier) N. Hallé
- Pristimera tulasnei (Drake) N. Hallé
- Pristimera verrucosa (Kunth) Miers

Selon Tropicos (7 février 2018) (Attention liste brute contenant possiblement des synonymes) :
- Pristimera andina Miers
- Pristimera andongensis (Oliv.) N. Hallé
- Pristimera apiculata Miers
- Pristimera arborea (Roxb.) A.C. Sm.
- Pristimera austin-smithii (Lundell) A.C. Sm.
- Pristimera biholongii N. Hallé
- Pristimera bojeri (Tul.) N. Hallé
- Pristimera breteleri N. Hallé
- Pristimera cambodiana (Pierre) A.C. Sm.
- Pristimera caribaea (Urb.) A.C. Sm.
- Pristimera caudata Mennega
- Pristimera celastroides (Kunth) A.C. Sm.
- Pristimera coriacea (Wright ex Griseb.) Miers
- Pristimera dariensis Mennega
- Pristimera glaga (Korth.) N. Hallé
- Pristimera graciliflora (Welw. ex Oliv.) N. Hallé
- Pristimera grahamii (Wight) A.C. Sm.
- Pristimera granulosa Miers
- Pristimera holdeniana (A.C. Sm.) A.C. Sm.
- Pristimera indica (Willd.) A.C. Sm.
- Pristimera lepida Miers
- Pristimera longipetiolata (Oliv.) N. Hallé
- Pristimera luteoviridis (Exell) N. Hallé
- Pristimera malifolia (Baker) N. Hallé
- Pristimera mouilensis (N. Hallé) N. Hallé
- Pristimera nervosa (Miers) A.C. Sm.
- Pristimera oblongata Miers
- Pristimera paniculata (Vahl) N. Hallé
- Pristimera plumbea (Blakelock & R. Wilczek) N. Hallé
- Pristimera polyantha (Loes.) N. Hallé
- Pristimera preussii (Loes.) N. Hallé
- Pristimera sclerophylla Lombardi
- Pristimera setulosa A.C. Sm.
- Pristimera tabascensis (Lundell) Lundell
- Pristimera tenella Miers
- Pristimera tenuiflora (Mart. ex Peyr.) A.C. Sm.
- Pristimera tetramera (H. Perrier) N. Hallé
- Pristimera tulasnei (Drake) N. Hallé
- Pristimera verrucosa (Kunth) Miers
- Pristimera wrightiana Miers